# Artur Hazelius
Artur Hazelius (30 novembre 1833 à Stockholm – 27 mai 1901) est un philologue et folkloriste suédois, principalement connu pour avoir fondé le musée Skansen et le musée nordique.
Il est né à Stockholm le 30 novembre 1833. Il entre à l'université d'Uppsala en 1854 et en ressort en 1860 avec un doctorat. Il travaille ensuite comme enseignant et participe à plusieurs des grandes réformes orthographiques de la fin du XIXe siècle en Suède.
Durant ses voyages dans le pays, il découvre la culture populaire suédoise qu'il perçoit comme en danger du fait de l'industrialisation. Il décide donc de créer un musée (Skandinavisk-etnografiska samlingen : collection ethnographique scandinave) en 1872 qui deviendra ensuite le musée nordique.
Après la mort de sa femme Sofia Elisabet en 1874, il se concentre totalement sur son musée. Il présente son musée à l'exposition universelle de 1878 à Paris, ce qui lui permet de gagner une reconnaissance internationale. En 1885, il achète un chalet de Mora qu'il fait déplacer vers l'île de Djurgården à Stockholm, constituant ainsi les prémices de Skansen, qui ouvre au public en 1881 et devient ainsi l'un des premiers musées en plein air au monde. Ce musée devient immédiatement très populaire.
Il vit ses dernières années au musée de Skansen, où il décède en 1901. Après une procession à travers Stockholm, il est enterré à Skansen. Le fils d'Artur et Sofia Elisabet, Gunnar, dirige le musée après la mort de son père.